# Стречнијански замак
49° 10′ 37″ N 18° 51′ 46″ E / 49.17694° С; 18.86278° И
Стречнијански замак (слч. Strečniansky hrad) је замак у Словачкој, која се налази на Ваху код Жилине на северозападу земље.
Подигнут је на прелазу из XIII у XIV век на окомитој стени над Вахом у готском стилу на старијим темељима, као подршка Варинском замку који је нешто раније подигнут неколико километара узводно и који се након подизања Стречна назива још и Стари замак. Први пут се помиње током владавине Матије Чака, а на почетку XV века се налази у рукама краља и њиме управљају краљице Барбара и Елизабета. Након тога се у периоду од 1444. године до 1469. године налазио у поседу породице Понграц из Липтовског Микулаша, након чега мења читав низ власника. Током устанка Имреа Токољија у XVII веку, замак се нашао на страни устаника, због чега је аустријска војска Леополда I (1658—1705) 1698. године порушила спољашње бедеме замка, који је након тога напуштен.
Данас је већи део замка опстао и задржао свој првобитни изглед тако да је претворен у музеј. Долином Ваха данас пролази модерни пут, тако да Стречно са Старим (Варинским) замком представља занимљиву атракцију за оне који пролазе њиме. Уколико се иде узводно, прво се на врху окомите стене на десној обали Ваха појављују рушевине Старог замка на надморској висини од око 475 метара, да би свега неколико километара низводно на левој обали појавиле веома сличне рушевине Стречнијанског замка који је такође смештен на врху литице која се оштро спушта у Вах, на надморској висини од око 420 метара.